# Schlüter Profi Trac 5000 TVL
Der Schlüter Profi Trac 5000 TVL ist ein Ackerschlepper des Herstellers Anton Schlüter aus München. Er ist der leistungsstärkste und zugleich größte Schlepper der Profi-Trac-Schlepperreihe Schlüters. Vorgestellt wurde er auf der 55. DLG-Ausstellung 1978 in Frankfurt. Bis zum Erscheinen des Kirowez K-710 im Jahr 1980 galt der Profi Trac 5000 TVL kurzzeitig als leistungsstärkster Schlepper Europas. Schlüter hatte als Absatzmarkt für den Profi Trac 5000 TVL Jugoslawien projektiert. Durch die dortigen politischen Veränderungen kam aber kein Vertrag zustande, sodass der Schlepper ein Einzelstück blieb. Bis 1993 behielt ihn Schlüter und setzte ihn als Ausstellungsfahrzeug ein. Danach ging der Schlepper in den Besitz eines Tiefbauunternehmens über.

## Technik
Der Profi Trac 5000 TVL ist ein als reines Zugfahrzeug konzipierter Schlepper in Rahmenbauweise mit vier gleich großen Rädern und Allradantrieb. Anders als andere Schlepper mit vergleichbarer Motorleistung ist er kein Knicklenker, sondern ein Tracschlepper; das heißt, dass es in der Mitte des Fahrzeuges kein Knickgelenk für die Lenkung gibt, sondern dass durch Einschlagen aller vier Räder gelenkt wird (Allradlenkung). Dabei kann zwischen Traclenkung (Hinterräder lenken entgegen den Vorderrädern), Hundegang (Hinterräder lenken in dieselbe Richtung wie die Vorderräder) und konventioneller Lenkung (nur Vorderräder werden gelenkt) umgeschaltet werden.
Die beiden lenkbaren Achsen des Schleppers sind Starrachsen des Zulieferers ZF; rundum sind Reifen der Größe 528–965 mm (20,8–38 in) aufgezogen. Sowohl Einfach- als auch Zwillingsbereifung sind möglich. Angetrieben wird der Profi Trac 5000 TVL von einem V12-MAN-Dieselmotor des Typs D 2542 MTE mit wandverteilender Einspritzung (M-Verfahren) und Biturboaufladung. Sein Hubraum beträgt 20,9 Liter. Laut Hersteller leistet der Motor maximal 382 kW (520 PS) bei 2300 min−1, er wurde für den Profi Trac 5000 TVL durch eine geringere Nenndrehzahl von 2200 min−1 geringfügig auf 368 kW (500 PS) gedrosselt. Vom Motor wird das Drehmoment über eine Kupplungseinheit der Type ZF WSK 400 auf das Getriebe übertragen. Diese sogenannte Wandlerschaltkupplungseinheit wurde in den 1960er-Jahren ursprünglich für schwere Lastkraftwagen entwickelt. Sie besteht aus einem hydrodynamischen Drehmomentwandler mit Freilauf am Leitrad, einer Überbrückungskupplung, die bei höherer Drehzahl den Wandler mechanisch überbrückt, parallel dazu ein Schubfreilauf, der den Wandler im Schubbetrieb überbrückt und einer zum Schalten betätigten Scheibenkupplung. Der Freilauf sperrt im Schubbetrieb, damit das Motorbremsmoment zur Reduzierung der Schlepperfahrgeschwindigkeit genutzt werden kann. Das Getriebe ist ein manuell geschaltetes Achtganggetriebe. Zwischen Vor- und Rückwärtsfahrtrichtung kann nicht umgestellt werden, weswegen das Getriebe einen zusätzlichen Rückwärtsgang hat. Auch gibt es keine schleppertypische Gruppenschaltung oder Lastschaltvorrichtung. Eine Zapfwelle hat der Schlepper nicht. Der hydraulisch bewegte Heckkraftheber bringt eine Hubkraft von ca. 71,6 kN (7300 kp) auf.
Die Formgestaltung des Fahrzeuges orientiert sich an den anderen Schleppern Schlüters.

## Technische Daten
| Modell                    | Profi Trac 5000 TVL                                                                         |
| ------------------------- | ------------------------------------------------------------------------------------------- |
| Motor                     | MAN D 2542 MTE                                                                              |
| Bauart                    | V12-Dieselmotor mit Biturboaufladung, Wasserkühlung, Reiheneinspritzpumpe, M-Verfahren      |
| Verdichtungsverhältnis    | 17 : 1                                                                                      |
| Bohrung × Hub             | 125 mm × 142 mm                                                                             |
| Hubraum                   | 20911 cm3                                                                                   |
| Nennleistung              | DIN 70020: 368 kW bei 2200 min−1                                                            |
| Maximales Drehmoment      | 1738 N·m bei 1500 min−1                                                                     |
| Kupplung                  | Hydrodynamischer Drehmomentwandler mit manuell betätigter Kupplungsscheibe, Type ZF WSK 400 |
| Getriebe                  | Achtgang + Rückwärtsgang, Type ZF 4 S-150 GPA                                               |
| Bremsanlage               | Hydraulische Scheibenbremsen                                                                |
| Bereifung                 | 528–965 mm (20,8–38 in)                                                                     |
| Kraftstoffbehältervolumen | 1000 l                                                                                      |
| Kraftstoffverbrauch       | ca. 217 g/kWh                                                                               |
| Masse                     | 18000 kg                                                                                    |
| Zulässige Gesamtmasse     | 22000 kg                                                                                    |
| Zulässige Achslast (v/h)  | 11000 kg                                                                                    |
| Spurweite                 | 2220 mm                                                                                     |
| Radstand                  | 2890 mm                                                                                     |
| Bodenfreiheit             | 500 mm                                                                                      |
| Länge                     | 6250 mm                                                                                     |
| Breite                    | 2720 mm                                                                                     |
| Höhe                      | 3460 mm                                                                                     |
| Wendekreisdurchmesser     | 12 m                                                                                        |
| Hubkraft Heckkraftheber   | 71,6 kN                                                                                     |